# Tim Merlier
Tim Merlier (30 de outubro de 1992) é um ciclista belga, membro da equipa Soudal Quick-Step. É especialista em sprints nas provas de estrada. Também faz ciclocross.

## Palmarés
- 2016
- Grande Prêmio da Villa de Zottegem

- 2018
  - 2 etapas da Volta à Dinamarca[1][2]

- 2019
- Elfstedenronde
- Campeonato da Bélgica em Estrada  
  - 2 etapas do Tour de Alsácia
  - 1 etapa da Volta à Dinamarca

- 2020
  - 1 etapa do Tour de Antalya
- Brussels Cycling Classic
  - 1 etapa da Tirreno-Adriático

- 2021
- Le Samyn
- Grande Prémio Jean-Pierre Monseré
- Bredene Koksijde Classic
  - 1 etapa do Giro d'Italia
- Tour de Limburgo

- 2022
  - 1 etapa da Tirreno-Adriático
  - Clássica Bruges–De Panne

## Resultados em Grandes Voltas
| Corrida | Corrida         | 2011 | 2012 | 2013 | 2014 | 2015 | 2016 | 2017 | 2018 | 2019 | 2020 | 2021 |
| ------- | --------------- | ---- | ---- | ---- | ---- | ---- | ---- | ---- | ---- | ---- | ---- | ---- |
|         | Giro d'Italia   | —    | —    | —    | —    | —    | —    | —    | —    | —    | —    | Ab.  |
|         | Tour de France  | —    | —    | —    | —    | —    | —    | —    | —    | —    | —    | —    |
|         | Volta a Espanha | —    | —    | —    | —    | —    | —    | —    | —    | —    | —    | —    |

—: não participa
Ab.: abandono